# Katholieke Kerk in Libië

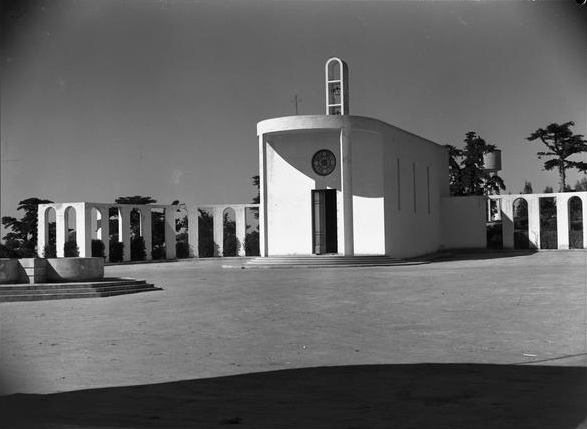
Katholieke kerk te Massah in 1940

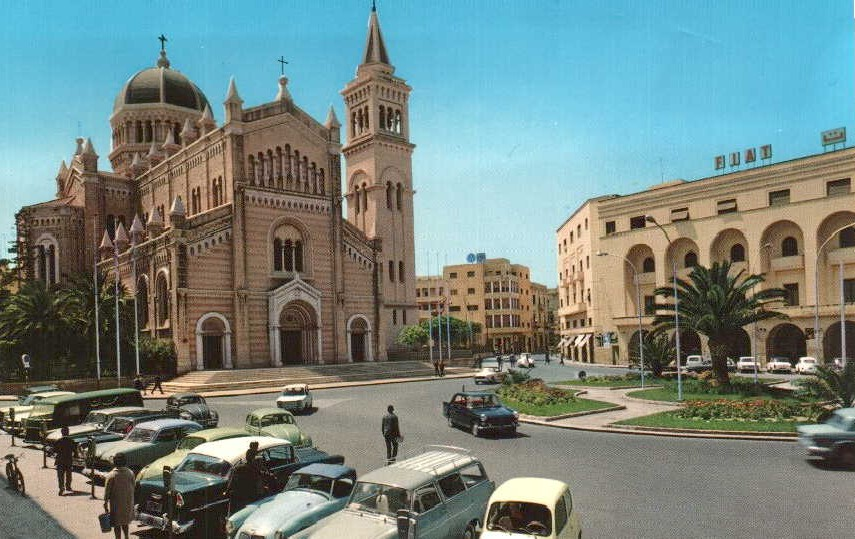
De kathedraal van Tripoli in de jaren 60.

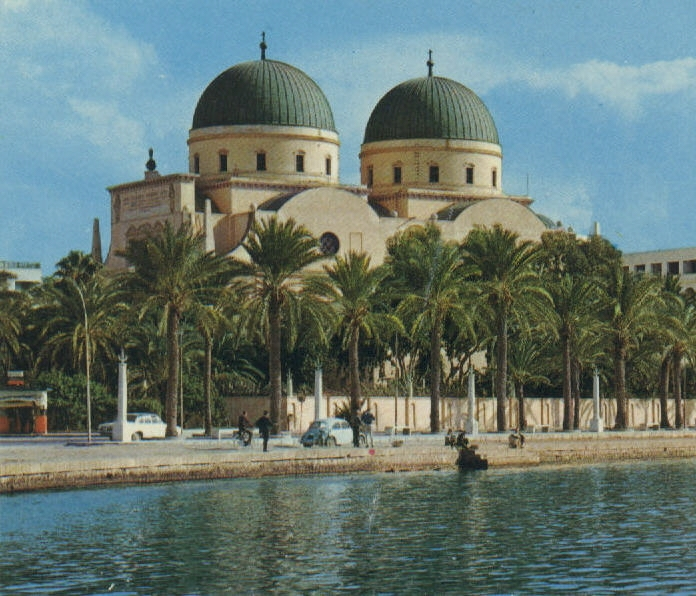
De kathedraal van Benghazi in de jaren 60.

De Katholieke Kerk in Libië is een onderdeel van de wereldwijde Rooms-Katholieke Kerk, onder het geestelijk leiderschap van de paus en de curie in Rome.
In 2005 waren ongeveer 74.000 (1,5%) inwoners van Libië lid van de Katholieke Kerk. Het land is niet ingedeeld in bisdommen maar is verdeeld over drie apostolische vicariaten en een apostolische prefectuur. De bisschoppen zijn samen met collegas uit Algerije , Marokko, Tunesië en de Westelijke Sahara lid van de bisschoppenconferentie van Noord-Afrika. President van de bisschoppenconferentie is Vincent Louis Marie Landel, aartsbisschop van Rabat (Marokko). Verder is men lid van de Symposium des Conférences Episcoaples d’Afrique et de Madagascar.
Apostolisch nuntius voor Libië is sinds 24 oktober 2022 aartsbisschop Savio Hon Tai-Fai S.D.B., die tevens nuntius is voor Malta.

## Geschiedenis
Het christendom is al sinds de Romeinse tijd aanwezig in Libië.
Met de opkomst van het Islamitisch Kalifaat in de 7e eeuw kwam christelijk Noord-Afrika onder islamitische heerschappij. Het christendom in Libië zou langzaam verdwijnen.
Begin 19de eeuw nam het aantal katholieken in Libië toe nadat het een Italiaanse kolonie was geworden. Na de onafhankelijkheid van Libië werden in 1969 veel Italiaanse katholieken uit het land verdreven door Moammar al-Qadhafi.

## Indeling
- Apostolisch vicariaat Benghazi
- Apostolisch vicariaat Derna
- Apostolisch vicariaat Tripoli
- Apostolische prefectuur Misurata

## Nuntius
- Apostolisch delegaat
  - Aartsbisschop John Gordon (1965 – 18 augustus 1967)
  - Aartsbisschop Sante Portalupi (27 september 1967 – 15 december 1979)
  - Aartsbisschop Gabriel Montalvo Higuera (18 maart 1980 – 12 juni 1986)
  - Aartsbisschop Giovanni De Andrea (22 november 1986 – 26 augustus 1989)
  - Aartsbisschop Edmond Y. Farhat (26 augustus 1989 – 26 juli 1995)
  - Aartsbisschop José Sebastián Laboa Gallego (18 maart 1995 – 10 maart 1997)
- Apostolisch nuntius
  - Aartsbisschop José Sebastián Laboa Gallego (10 maart 1997 – 13 juni 1998)
  - Aartsbisschop Luigi Gatti (13 juni 1998 – 28 juni 2001)
  - Aartsbisschop Luigi Conti (8 augustus 2001 – 5 juni 2003)
  - Aartsbisschop Félix del Blanco Prieto (5 juni 2003 – 28 juli 2007)
  - Aartsbisschop Tommaso Caputo (3 september 2007 – 10 november 2012)
  - Aartsbisschop Aldo Cavalli (13 april 2013 - 21 maart 2015)
  - Aartsbisschop Alessandro D’Errico (10 juni 2017 - 30 april 2022)
  - Aartsbisschop Savio Hon Tai-Fai (18 mei 2023 - heden)